# Jock Young
Jock Young, född 4 mars 1942 i Midlothian i Skottland, död 16 november 2013 i New York, var en brittisk sociolog och kriminolog (vänsterrealist) av den kritiska skolan.

## Biografi
Young började sin vetenskapliga karriär med undervisning vid Enfield College of Technology och under 1960- och 1970-talen var han ledamot av National Deviancy Conference.
Tillsammans med Ian Taylor och Paul Walton skrev han den banbrytande boken The New Criminology: For a Social Theory of Deviance. Senare kom han att tillsammans med John Lea lägga grunden för den kriminologiska skolbildningen Left Realism (vänsterrealism) som svar på etablerade Right Realism (högerrealism). Youngs kritik mot den etablerade administrativa kriminologin är att den bortser från mänskligt essentiella delar:
| ” | Svenska, översättning: Det grundläggande problemet med den etablerade kriminologin är, givetvis, dess försök att förklara kriminalitet utan att koppla an till verkligheten; att konstant distansera förklaringarna från de grundläggande sociala och ekonomiska problem som uppkommer i ett splittrat samhälle. Engelska, original: The essential flaw of establishment criminology is, of course, the attempt to explain crime without touching upon reality, constantly to distance explanation from basic social and economic problems of a divided society. | „ |

Jock Young var professor vid Middlesex University och var verksam vid University of Kent där han var involverad i den teoretiska utvecklingen av Cultural criminology.